# Prisión Central de Belice
La Prisión Central de Belice (en inglés: Belize Central Prison) es el único centro penitenciario en el país centroamericano de Belice, situado en Hattieville. La Fundación Kolbe, una organización sin fines de lucro, organización no gubernamental, ha manejado la prisión desde 2002. Anteriormente era conocida como la Prisión Hattieville. Su apodo local es el 'Hattieville Ramada'. Fue establecido como un reemplazo para una prisión centenaria que se cerró y luego se convirtió en el Museo de Belice. La prisión recibe a hombres y mujeres, y alberga tanto adultos como jóvenes juzgados. Para el 12 de agosto de 2008, la prisión tenía 1.371 reclusos.